# Il tempo è un bastardo
Il tempo è un bastardo (titolo originale A Visit From the Goon Squad) è un romanzo della scrittrice statunitense Jennifer Egan, pubblicato nel 2010, edito in Italia da Minimum Fax nel 2011 con la traduzione di Matteo Colombo.  Con questo romanzo, l'autrice ha vinto il National Book Critics Circle Award nel 2010 e il Premio Pulitzer per la narrativa nel 2011.
Il volume può essere considerato una via di mezzo tra un romanzo e una raccolta di racconti collegati tra loro.

## Trama
L'opera si divide in due sezioni, chiamate A e B, ricordando i due lati di un LP o di una musicassetta: la musica è infatti un tema centrale del libro, attorno a cui ruota un intreccio di esistenze e ricordi. Ogni capitolo assume il punto di vista diverso di un personaggio precedentemente introdotto in maniera secondaria o legato a una delle due figure centrali del romanzo (Sasha e Bennie).
La sezione A copre i capitoli dall'uno al sei:
1. "Oggetti trovati": Il racconto è ambientato a cavallo tra la fine degli anni 2000 e i primi anni 2010 ed è narrato in terza persona dal punto di vista di Sasha. Sasha, che ha appena perso il suo lavoro come segretaria presso la Sow's Ear Records di Bennie Salazar, racconta al suo psicologo del suo appuntamento con Alex e delle sue tendenze cleptomani.
2. "La cura dell'oro": Il racconto è ambientato un imprecisato numero di mesi prima del precedente ed è narrato in terza persona dal punto di vista di Bennie. Bennie, divorziato dalla moglie Stephanie, va a trovare una delle band della sua casa discografica, le sorelle Stop/Go, assieme al figlio Christopher e alla segretaria Sasha, mentre si confronta con i suoi pensieri intrusivi e la sua impotenza, per la quale segue una cura che prevede l'assunzione di scaglie d'oro.
3. "Sai che m'importa": Ambientato a fine anni '70, il racconto è narrato in prima persona da Rhea. Bennie, Scotty, Jocelyn, Alice e Rhea sono dei giovani punk appassionati di musica. Quando Jocelyn diventa l'amante del noto produttore Lou (il futuro mentore di Bennie), la loro vita prende un'inaspettata piega.
4. "Safari": Il racconto è ambientato nei primi anni '70 ed è narrato in terza persona assumendo diversi punti di vista (Lou, Charlene, Rolph e Mindy). Lou ha portato i suoi figli pre-adolescenti Charlene e Rolph a un safari in Africa assieme alla sua nuova giovane compagna Mindy, una studentessa di antropologia. Durante il safari si creano diverse tensioni tra il gruppo, anche a causa della tensione sessuale tra Mindy e uno degli operatori del tour, Albert. Viene accennata la storia di una famiglia locale.
5. "Voi": Ambientato tra la fine degli anni '90 e l'inizio degli anni 2000, è narrato in prima persona da Jocelyn. Racconta della visita sua e di Rhea (ormai sposata con figli) a Lou, ormai sul letto di morte. Viene trattato il suicidio di Rolph, avvenuto una quindicina d'anni prima, del suo rapporto con Jocelyn e dei problemi di quest'ultima con la droga.
6. "X e O": Ambientato durante gli anni 2000 e narrato in prima persona da Scotty. Ormai povero e apparentemente affetto da un crollo psichico, Scotty scopre il successo del suo migliore amico del liceo Bennie e, dopo aver pescato un grosso pesce nell'East River, glielo porta nel suo studio alla Sow's Ear Records, dove hanno un intenso confronto. Bennie gli lascia poi un suo biglietto da visita, che Scotty dona a due musicisti tossicodipendenti sulla riva del fiume.

La sezione B è composta dei capitoli dal sette al tredici:
1. "Da A a B": Ambientato durante gli anni 2000 e narrato in terza persona dal punto di vista di Stephanie. Dopo che Bennie ha venduto la sua casa discografica a una multinazionale, i due hanno deciso di trasferirsi con il figlio Chris a Crandale, in una comunità snob, repubblicana e con tendenze razziste. I due faticano a integrarsi, anche a causa delle origini ispaniche di Bennie. Stephanie diventa amica di Kath, con la quale gioca a tennis. Nel mentre, Jules, il fratello di Steph, esce di prigione dopo aver scontato la sua pena per il tentato stupro di una giovane attrice. Quando Steph ha un appuntamento con Bosco, un ex-chitarrista ora decaduto, Jules la accompagna e trova lavoro come reporter del "Tour del Suicidio" del musicista. Tornati a casa, Steph scopre del tradimento di Bennie con Kath e decide di lasciarlo.
2. "Vendere il generale": Ambientato a cavallo tra la fine degli anni 2000 e i primi anni 2010, è narrato in terza persona da Dolly. Dolly è un'ex p.r. decaduta (per cui lavorava Stephanie) a seguito di un incidente con dell'olio bollente che ha mutilato diverse celebrità durante una festa di Capodanno da lei organizzata. Uscita di galera, per sostentare se stessa e la figlia Lulu, accetta di lavorare per un dittatore che vuole rimettere a nuovo la sua reputazione. Per fare ciò ingaggia la ventottenne Kitty Jackson, un'attrice ostracizzata dall'ambiente, per posare come la nuova compagna del generale.
3. "Un pranzo di quaranta minuti: Kitty Jackson parla dell'amore, del successo e di... Nixon! di Jules Jones": Ambientato durante gli anni 2000 e presentato come un articolo di giornale scritto in prima persona da Jules durante il carcere. Narra della sua intervista a Kitty e dell'aggressione che lo ha portato agli arresti.
4. "Fuori dal corpo": Ambientato a cavallo tra la fine degli anni '90 e l'inizio degli anni 2000 e narrato in seconda persona dal punto di vista di Rob. Narra degli anni universitari di Sasha, del suo fidanzato Drew e della notte che quest'ultimo e Rob hanno passato tra vari festeggiamenti, fino alla morte del narratore per annegamento nell'East River.
5. "Addio, amore mio": Ambientato negli anni '90 e narrato in terza persona dal punto di vista di Ted. A Napoli, Ted cerca sua nipote Sasha, scappata di casa, e ritarda le indagini ammirando le opere d'arte della città e dei dintorni. Quando poi casualmente la trova, scopre la situazione di povertà in cui verte la figlia della sorella e la convince a tornare a casa.
6. "Le grandi pause del rock. di Alison Blake": Ambientato negli anni 2020 e presentato come il diario scritto in prima persona da Alison su un elaboratore di presentazioni. Parla della famiglia di Sasha e dei suoi due figli avuti con Drew, e della passione per le pause nella musica rock del figlio maggiore Lincoln (fratello di Alison) in una California stravolta dal cambiamento climatico.
7. "Linguaggio puro": Ambientato a metà anni 2020 e narrato in terza persona da Alex. Il capitolo riguarda il primo concerto live di Scotty all'Impronta, il luogo dove un tempo si ergevano le Torri gemelle, organizzato da Bennie. Alex viene incaricato di formare una "squadra fantasma", delle persone che per soldi si impegnano a promuovere l'evento fingendo un sincero interesse per esso. Tema del racconto è il rapporto con la tecnologia e i suoi effetti sulla società e sulla musica. Dopo che il concerto si rivela un successo, un evento leggendario al pari del Festival di Woodstock, viene rivelato che Lulu è fidanzata con Joe, un discendente della famiglia kenyota trattata nel capitolo 4, mentre Alex ricorda Sasha e insieme a Bennie si recano all'appartamento in cui un tempo viveva, ora abitato da un'altra giovane ragazza appena arrivata a New York.